# آوونسون (اوت-الپ)
آوونسون (به فرانسوی: Avançon) یک کمون در فرانسه است که در canton of La Bâtie-Neuve واقع شده‌است. آوونسون ۲۲٫۵۷ کیلومتر مربع مساحت دارد ۹۰۰ متر بالاتر از سطح دریا واقع شده‌است.